# Nick Chubb
Nicholas Jamaal „Nick“ Chubb  (* 27. Dezember 1995 in Cedartown, Georgia) ist ein US-amerikanischer American-Football-Spieler auf der Position des Runningbacks. Er spielte von 2018 bis 2024 für die Cleveland Browns in der National Football League (NFL). Seit 2025 steht er bei den Houston Texans unter Vertrag.

## College
Nick Chubb spielte vier Jahre lang (2014–2017) als Runningback an der University of Georgia für die Georgia Bulldogs. Während der vier Jahre am College bildete Chubb ein Runningback-Duo zusammen mit Sony Michel, welcher 2018 in der ersten Runde von den New England Patriots ausgewählt wurde. Zusammen brachen Chubb und Michel den Rekord für die meisten erlaufenen Yards am College eines Duos und lösten damit den Hall of Famer Eric Dickerson und seinen Partner Craig James ab.
Chubb startete seine College-Karriere sehr beeindruckend, profitierend von Todd Gurleys Verletzung bekam er viel Spielzeit. Chubb erlief 2014 über 1.500 Yards und erzielte insgesamt 16 Touchdowns, davon 2 durch die Luft. In seinem zweiten Jahr am College verletzte Chubb sich schwer am Knie. In seinem dritten Jahr am College, 2016, konnte Chubb wieder verletzungsfrei aufspielen. In der Saison 2016 sowie in der Saison 2017 hatte Chubb zwei starke Spielzeiten. Die Saison 2017 war die erfolgreichste Saison für die Georgia Bulldogs während Chubbs Zeit am College. Schon die ersten drei Jahre am College konnte Chubb mit den Bulldogs jeweils das Bowl Game für sich entscheiden. 2017 konnte er dann mit Georgia den Division-Titel mit 12-1 in der regulären Saison gewinnen. Außerdem konnte man, erstmals nach 2005, durch einen Sieg gegen Auburn in dem SEC Championship Game die Conference gewinnen.
Weiter konnte sich Chubb mit Georgia für die College-Football-Play-offs qualifizieren. Im Rose Bowl, dem Halbfinale der Playoffs, konnte man in der zweiten Overtime gegen Oklahoma gewinnen. Chubb erzielte in dem Spiel zwei Touchdowns und war damit wesentlicher Bestandteil für den Teamerfolg. Im Finale verlor Georgia knapp gegen Alabama in Overtime.

### College-Statistik
| Jahr                            | Team   | Spiele | Läufe | Yards | Avg. Yards | TD (Lauf) | TD (Luft) |
| ------------------------------- | ------ | ------ | ----- | ----- | ---------- | --------- | --------- |
| 2014                            | UGA    | 13     | 219   | 1.547 | 7,1        | 14        | 2         |
| 2015                            | UGA    | 6      | 92    | 747   | 8,1        | 7         | 1         |
| 2016                            | UGA    | 13     | 224   | 1.130 | 5,0        | 8         | 1         |
| 2017                            | UGA    | 15     | 223   | 1.345 | 6,0        | 15        | 0         |
| Gesamt                          | Gesamt | 47     | 758   | 4.769 | 6,3        | 44        | 4         |
| Quelle: College-Statistik Chubb |        |        |       |       |            |           |           |

## NFL

### 2018

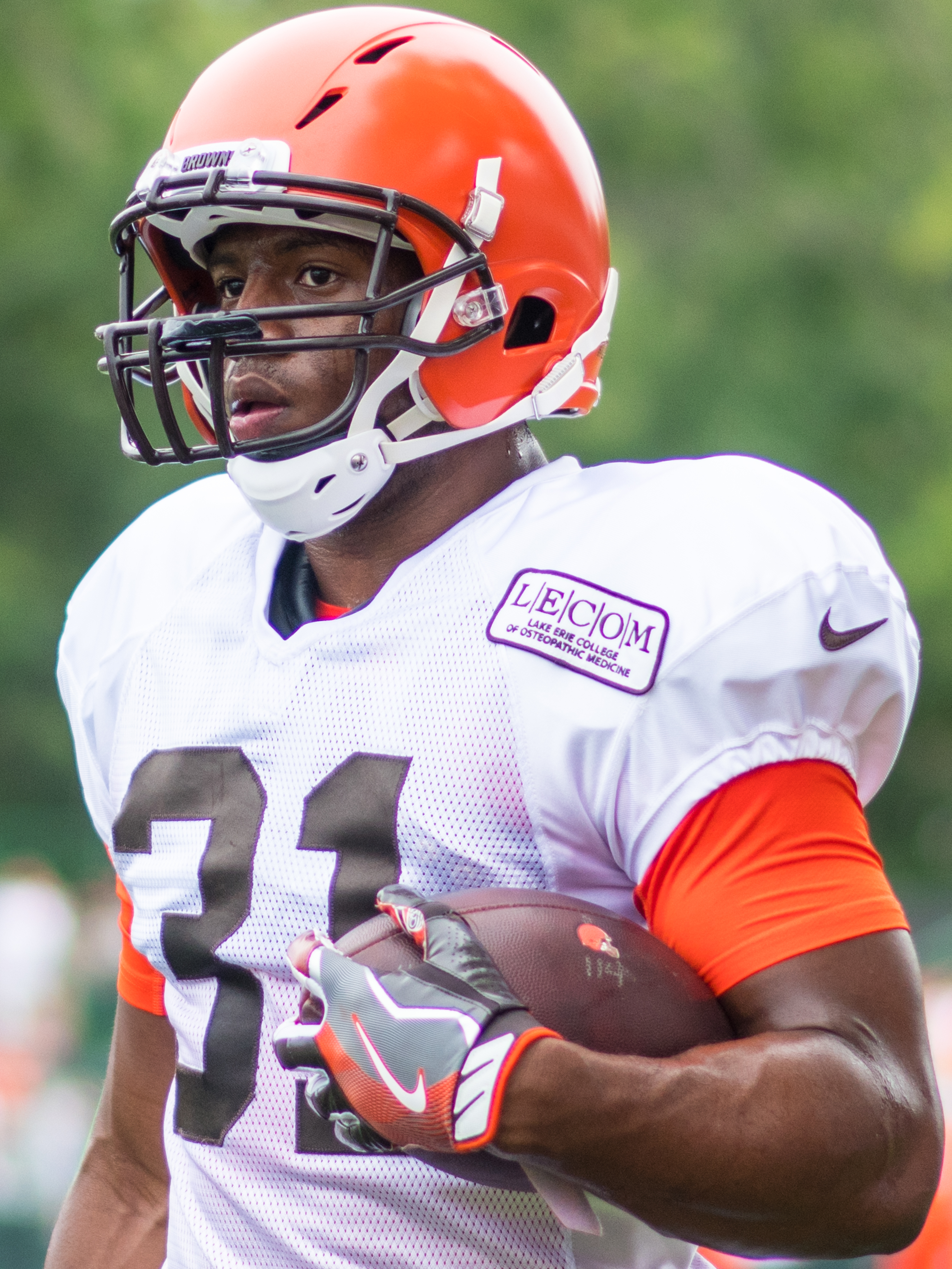
Nick Chubb (2018)

Nick Chubb wurde beim NFL Draft 2018 in der zweiten Runde an 35. Stelle von den Cleveland Browns gedraftet. Damit war er der vierte Runningback, der 2018 gedraftet wurde, lediglich Saquon Barkley, Rashaad Penny und sein College-Teamkollege Sony Michel wurden vorher ausgewählt.
Chubb unterschrieb bei den Browns einen Vierjahresvertrag über 7,383 Millionen US-Dollar. Er startete in seine Rookie-Saison als dritter Runningback bei den Browns, hinter Carlos Hyde und Duke Johnson. Sein Debüt feierte er in der ersten Woche der Saison 2018 beim Spiel gegen die Pittsburgh Steelers, er konnte in diesem Spiel 3 Läufe für 21 Yards verbuchen. In der vierten Woche seiner ersten Saison, beim Spiel gegen die Oakland Raiders, erzielte Chubb seinen ersten Touchdown in der NFL und erlief erstmals mehr als 100 Yards. Chubb durfte in diesem besagten Spiel gegen die Raiders nur dreimal mit dem Ball laufen, erzielte hierbei aber für die Browns einen 63-Yards- und einen 41-Yards-Touchdown. Nach Woche 6 der Saison entschieden sich die Browns Carlos Hyde zu den Jacksonville Jaguars zu traden, Chubb wurde aufgrund seiner gezeigten Leistungen zum zukünftigen Starter der Franchise ernannt. In Woche 10 beim Sieg gegen die Atlanta Falcons stellte Chubb mit 176 Rushing-Yards eine neue persönliche Bestmarke auf. Ebenfalls in diesem Spiel stellte er mit einem Touchdown über 92 Yards einen Franchiserekord auf, noch nie war ein Cleveland-Browns-Spieler weiter in einem einzigen Spielzug gelaufen. Der vorherige Rekordhalter war Hall of Famer Bobby Mitchell mit einem Lauf über 90 Yards im Jahr 1959. Chubb bestritt alle 16 Regular-Season-Spiele und kam am Ende der Saison auf insgesamt 996 Yards sowie 10 Touchdowns, acht der zehn Touchdowns erlief er und zwei weitere fing er.

### 2019
Chubb ging in seine zweite Profisaison von Anfang an als Starter. Neu in das Team auf der Runningback-Position kam Kareem Hunt, welcher allerdings die ersten 8 Spiele der Saison 2019 aufgrund einer Sperre verpasste, sodass Chubb in der ersten Saisonhälfte nahezu keinen Snap mit einem Backup Spieler auf seiner Position teilen musste. In der ersten Saisonhälfte konnte Chubb besonders in Woche 5 bei dem Sieg über die Baltimore Ravens auf sich aufmerksam machen. Mit 165 Yards Raumgewinn durch den Lauf konnte er seine persönliche Bestleistung aus seiner Rookie-Saison in dieser statistischen Kategorie nicht einstellen, jedoch stellte er mit 3 Rushing-Touchdowns in einem Spiel einen neuen individuellen Rekord auf. Für diese Leistung wurde er zum besten Offensivspieler der Woche in der AFC gewählt. Ebenfalls gelang ihm im besagten Spiel ein 88-Yards-Touchdown, damit hält er nicht nur den Rekord für den weitesten Lauf in der Geschichte der Browns, sondern ist nun auch noch der Runningback mit dem drittweitesten Lauf der Franchise-Geschichte.
In zwei weiteren Spielen der ersten Saisonhälfte, Woche 6 und 8, konnte Chubb mehr als 100 Yards für sein Franchise aus Ohio erlaufen. Auch mit der Rückkehr von Hunt ab Spiel 9 der Saison war Chubb weiterhin sehr produktiv. So konnte er beispielsweise in vier weiteren Spielen mehr als 100 Yards Raumgewinn erzielen, sodass er in der Saison schlussendlich in 7 der 16 Spiele dreistellig Raumgewinn für die Browns erzielen konnte. Chubb beendete seine zweite Profisaison mit 8 Touchdowns und 1.494 Yards Raumgewinn. Lediglich Derrick Henry konnte mit 1.540 Yards in der Saison 2019 mehr Raumgewinn durch den Lauf erzielen. Hierbei überholte Henry ihn in dieser statistischen Kategorie erst in der allerletzten Woche der Saison durch ein Spiel mit mehr als 200 Yards Raumgewinn. Mit nur 6 Siegen bei 10 Niederlagen verpasste Chubb mit den Browns auch in seiner zweiten NFL-Saison die Playoffs deutlich. Einen Auftritt in der Postseason konnte Chubb nichtsdestotrotz feiern, da er erstmals in seiner Karriere in den Pro Bowl der Saison 2019 gewählt wurde. Bei dem Voting der Fans erhielt er die meisten Stimmen für einen Runningback der AFC.

### 2020
Die Cleveland Browns starteten mit einer 3:1-Bilanz in die neue Saison, ihrer besten Bilanz seit 19 Jahren, nicht zuletzt dank Nick Chubb, der in zwei der drei Spiele jeweils über 100 Rushing Yards erzielen konnte. Beim 49:38-Sieg in Dallas in Woche 4 erlitt Chubb eine Bänderverletzung am Knie, die ihn zu einer mehrwöchigen Pause zwang. Viel Anerkennung erwarb er sich bei seinem Comeback in Woche 10. Beim knappen 10:7-Erfolg über die Houston Texans bei widrigen Wetterbedingungen lief Chubb für 126 Yards und einen Touchdown. Kurz vor Schluss gelang ihm ein Durchbruch durch die gegnerische Defense. Zur Überraschung aller Zuschauer lief Chubb aber an der 1-Yard-Linie ins Seitenaus statt einen weiteren Touchdown zu erzielen. Da er mit dieser Aktion bereits ein neues First Down erzielt hatte, konnten die Browns die sogenannte Victory Formation einnehmen und die Uhr bis zum Spielende auslaufen lassen. Chubb hatte damit auf einen weiteren persönlichen Erfolg verzichtet und eine Traineranweisung umgesetzt, um den Teamerfolg zu sichern. Zum zweiten Mal in Folge wurde der Runningback in den Pro Bowl gewählt und erzielte über 1.000 Rushing Yards in der Saison. Sein Team erreichte zum ersten Mal seit 17 Jahren wieder die Play-offs und schloss die Saison mit einer 11:5-Bilanz ab, der besten Bilanz seit 1994.

### 2021
Daraufhin verlängerten die Cleveland Browns Chubbs Vertrag vorzeitig um 3 Jahre. Der Vertrag hatte ein Volumen von 36,6 Millionen US-Dollar bei einer Garantiesumme von 20 Millionen US-Dollar. Damit zählte Nick Chubb zu diesem Zeitpunkt zu den Topverdienern unter den Runningbacks der NFL. Auch in der Saison 2021 übertraf Chubb die 1000-Yards-Marke. Seine 1259 Laufyards am Ende der Saison waren ligaweit der zweitbeste Wert. Dazu kamen acht erlaufene Touchdowns. In fünf der 14 absolvierten Spiele verzeichnete er mehr als 100 Rushing Yards. Zum dritten Mal in Folge wurde er in den Pro Bowl gewählt.

### 2022
Das Jahr 2022 wurde das bis dahin persönlich erfolgreichste in der Karriere des Runningbacks. Er bestritt sämtliche 17 Regular-Season-Spiele als Starter, in vier der ersten fünf Saisonspiele übertraf er die 100-Yards-Marke im Laufspiel. Insgesamt gelang ihm dies achtmal in dieser Saison. Am Ende der Spielzeit hatte er mit 1536 Laufyards die drittmeisten der Liga in der Saison 2022 erzielt. Er erreichte neue Karrierebestwerte in Touchdowns (13 insgesamt, darunter ein Passtouchdown) und Läufen (302). Erstmals wurde er für das Second-Team All-Pro nominiert. Zum vierten Mal in Folge wurde er in den Pro Bowl gewählt.

### 2023 und 2024
In der Saison 2023 erlitt seine Karriere einen schweren Rückschlag. Im Spiel gegen die Pittsburgh Steelers in Woche zwei zog er sich schwere Verletzungen an demselben Knie zu, dass er bereits 2015 operativ behandeln lassen musste. Die Verletzung machte zwei weitere Operationen erforderlich; infolgedessen verpasste er nicht nur den Rest der laufenden Saison, sondern auch die ersten sechs Spiele der Saison 2024. In Woche 7 der Saison 2024 gelang ihm bei seinem Comeback ein Touchdown; die Partie gegen die Cincinnati Bengals ging dennoch mit 14:21 verloren. In den folgenden sieben Spielen lief Chubb jeweils als Starter auf und verzeichnete 102 Läufe für 332 Yards und drei Touchdowns. In Woche 15 war seine Comeback-Saison nach einem Fußbruch erneut vorzeitig beendet.

### 2025
Am 9. Juni 2025 unterzeichnete Nick Chubb einen neuen Vertrag bei den Houston Texans. Für die Cleveland Browns hatte Chubb bis zu dem Zeitpunkt mit 6.843 die drittmeisten Rushing Yards aller Zeiten hinter Jim Brown (12.312) und Leroy Kelly (7.274) erzielt. Sein 92-Yard-Touchdown-Lauf im Jahr 2018 war der längste der Franchise-Geschichte, 30 Spiele mit über 100 Rushing Yards bedeutete Platz zwei in der Team-Historie, 51 erlaufene Touchdowns Platz 3.

### NFL-Statistiken
| Saison                             | Team  | Spiele | Spiele | Rushing | Rushing | Rushing | Rushing | Rushing | Receiving | Receiving | Receiving | Receiving | Receiving | Fumbles | Fumbles |
| Saison                             | Team  | GP     | GS     | Att     | Yds     | Avg     | Lng     | TD      | Rec       | Yds       | Avg       | Lng       | TD        | Fum     | Lost    |
| ---------------------------------- | ----- | ------ | ------ | ------- | ------- | ------- | ------- | ------- | --------- | --------- | --------- | --------- | --------- | ------- | ------- |
| 2018                               | CLE   | 16     | 9      | 192     | 996     | 5,2     | 92      | 8       | 20        | 149       | 7,5       | 24        | 2         | 0       | 0       |
| 2019                               | CLE   | 16     | 16     | 298     | 1494    | 5,0     | 88      | 8       | 36        | 278       | 7,7       | 32        | 0         | 3       | 3       |
| 2020                               | CLE   | 12     | 12     | 190     | 1067    | 5,6     | 59      | 12      | 16        | 150       | 9,4       | 26        | 0         | 1       | 1       |
| 2021                               | CLE   | 14     | 14     | 228     | 1259    | 5,5     | 70      | 8       | 20        | 174       | 8,7       | 40        | 1         | 2       | 1       |
| 2022                               | CLE   | 17     | 17     | 302     | 1525    | 5,0     | 41      | 12      | 27        | 239       | 8,9       | 26        | 1         | 1       | 1       |
| 2023                               | CLE   | 2      | 2      | 28      | 170     | 6,1     | 20      | 0       | 4         | 21        | 5,3       | 10        | 0         | 0       | 0       |
| 2024                               | CLE   | 8      | 8      | 102     | 332     | 3,3     | 19      | 3       | 5         | 31        | 5,2       | 19        | 1         | 1       | 1       |
| Total                              | Total | 85     | 78     | 1340    | 6843    | 5,1     | 92      | 51      | 128       | 1042      | 8,1       | 40        | 5         | 8       | 7       |
| Quelle: pro-football-reference.com |       |        |        |         |         |         |         |         |           |           |           |           |           |         |         |

## Persönliches
Bradley Chubb, der Cousin von Nick Chubb, spielt ebenfalls American Football in der NFL. Er steht als Outside Linebacker bei den Miami Dolphins unter Vertrag und wurde ebenfalls im NFL Draft 2018 gedraftet, allerdings bereits deutlich vor Nick, an 5. Stelle der ersten Runde.